# Songkhone
Songkhone là một huyện (muang, mường)  thuộc tỉnh Savannakhet ở hạ Lào.